# Buttington

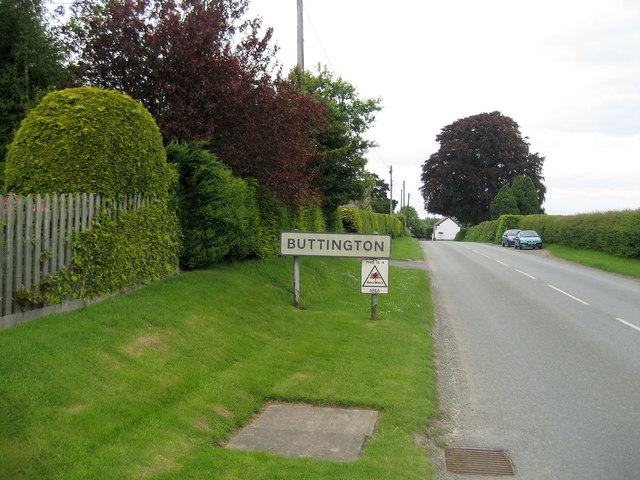
Entrada para Buttington.

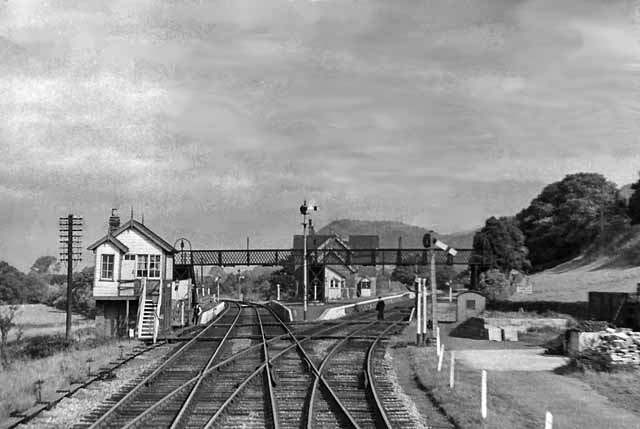
A Buttington railway station em 1953.

Buttington (em galês:  Tal-y-bont) é uma vila situada em Powys, Gales. O Canal Montgomery passa através da comunidade.

## A Batalha de Buttington
Em Buttington no ano de 893 o exército galês junto ao exército da Mércia sob o comando de Æthelred, Lorde dos mercianos, derrotou um exército dinamarquês que marchara para Essex. Esta foi a batalha decisiva na guerra contra a invasão viquingue nos anos conseguintes de 890. 

## Residentes notáveis
- William Boyd Dawkins, geologista e arqueólogo.